# Catherine Girardet
Pour les articles homonymes, voir Girardet.
Catherine Girardet est une karatéka française née le 16 mars 1964 à Marseille.

## Biographie
Après avoir pratiqué le judo pendant 10 ans (de 6 à 18 ans), elle décide de se mettre au karaté et montre pour cet art martial un talent inné puisqu'en seulement deux ans, alors âgée de 20 ans, elle obtient non seulement sa ceinture noire (dernier grade), mais devient également la première capitaine de la première équipe de France féminine de karaté. 
L'épreuve de kumite individuel féminin moins de 53 kilos aux championnats d'Europe de karaté 1985 et 1988 ainsi qu'aux Jeux mondiaux 1985 et 1989 la rendit célèbre. 
Elle fut classée 48e meilleure sportive de combat du monde et 16e meilleure karatéka (sur 100).

## Résultats
| Résultat           | Date                         | Épreuve                   | Catégorie | Compétition                | Ville hôte               |
| ------------------ | ---------------------------- | ------------------------- | --------- | -------------------------- | ------------------------ |
| Médaille de bronze | 1984                         | Kumite individuel - 53 kg | Seniors   | Championnats du monde 1984 | Maastricht, aux Pays-Bas |
| Médaille d'or      | 1985                         | Kumite individuel - 53 kg | Seniors   | Championnats d'Europe 1985 | Oslo, en Norvège         |
| Médaille d'or      | 1985                         | Kumite individuel - 53 kg | Seniors   | Jeux mondiaux 1985         | Londres, au Royaume-Uni  |
| Médaille d'or      | 1988                         | Kumite individuel - 53 kg | Seniors   | Championnats d'Europe 1988 | Gênes, en Italie         |
| Médaille d'argent  | 1988 (novembre 1988)         | Kumite individuel - 53 kg | Seniors   | Championnats du monde 1988 | Le Caire, en Égypte      |
| Médaille de bronze | 1989                         | Kumite individuel - 53 kg | Seniors   | Championnats d'Europe 1989 | Titograd, en Yougoslavie |
| Médaille d'or      | 1989 (20/07/1989-30/07/1989) | Kumite individuel - 53 kg | Seniors   | Jeux mondiaux 1989         | Karlsruhe, en Allemagne  |